# Río Latarmá
El río Latarmá, Latarma o Arria es un curso fluvial de Cantabria (España), afluente del río Lamasón y subafluente del Nansa, a cuya cuenca fluvial pertenece.

## Curso
Nace en el macizo de Arria, en la sierra de Peña Rubia, y el primer tercio de su recorrido transcurre por tierras asturianas. Hasta su unión con el Lamasón, el Latarmá surge y se oculta constantemente. Hay dos surgencias importantes, una a la altura de Lafuente (339 m s. n. m.), y otra junto a Venta Fresnedo (180 m s. n. m.). La última cueva en la que se sumerge es la cueva del Toyo, antes de confluir con el Lamasón en Venta Fresnedo
Su curso está ubicado en el valle parcialmente kárstico que lleva su nombre, en el municipio de Herrerías.
Los sucesivos nacimientos se llaman, empezando por el primero: Chorro Bucero, Arauco, Seguedal, La Huerta, Pozo del Agua y Nacimiento del Agua.